# Tomoyoshi Koyama

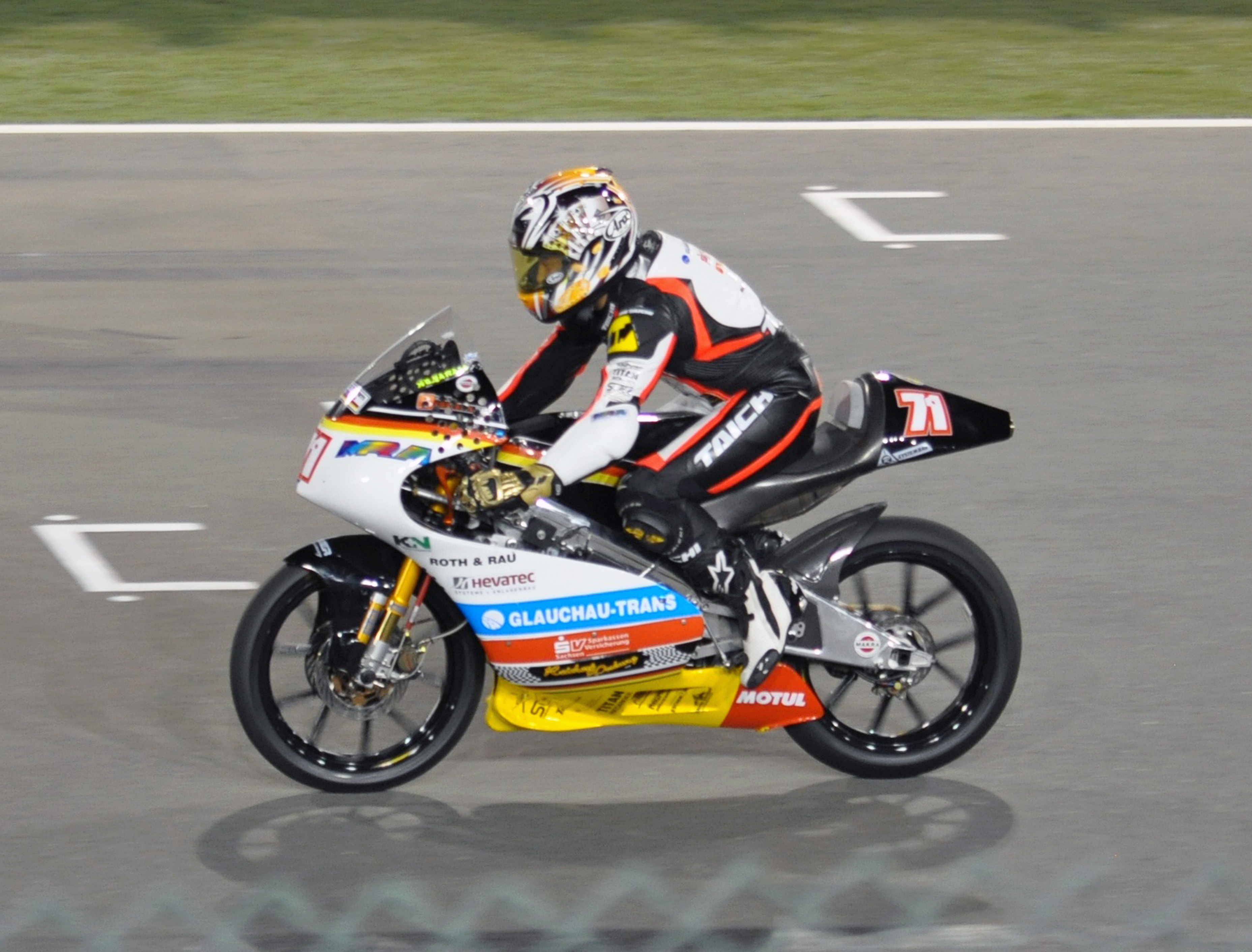
Tomoyoshi Koyama op het Losail International Circuit in 2010.

Tomoyoshi Koyama (Japans: 小山 知良, Koyama Tomoyoshi) (Sagamihara, 19 maart 1983) is een Japans motorcoureur.
Koyama maakte zijn debuut in de 125cc-klasse van het wereldkampioenschap wegrace in 2000 met een wildcard in de Grand Prix van de Pacific op een Yamaha. Na nog vier wildcardoptredens in 2003 en 2004 in zowel de 125cc- als de 250cc-klasse, maakte hij in 2005 zijn fulltime debuut in de 125cc-klasse op een Honda. Aan het eind van het jaar behaalde hij twee podiumplaatsen in Australië en Turkije. In 2006 stapte hij over naar een Malaguti, waarop hij mindere resultaten boekte en halverwege het seizoen drie races moest missen door een blessure. In 2007 stapte hij over naar een KTM en behaalde hij een podiumplaats in Turkije, voordat hij zijn enige Grand Prix-overwinning boekte in Catalonië. Met verdere podiumplaatsen in Groot-Brittannië, Duitsland, San Marino en Maleisië werd hij derde in het kampioenschap. In 2008 kwam hij opnieuw uit op een KTM, maar zijn resultaten waren beduidend minder dan het voorgaande jaar. In 2009 stapte hij over naar een Loncin, maar op een niet competitieve motor wist hij slechts 17 punten te behalen. In 2010 stapte hij over naar een Aprilia en stond in Duitsland op het podium. In 2011 reed hij in de Moto2-klasse de Grands Prix van San Marino en Aragón als vervanger van Kenan Sofuoğlu op een Suter Racing Technology en reed vervolgens ook de Grand Prix van Japan met een wildcard op een TSR. In 2012 verving hij vanaf de Grand Prix van San Marino Roberto Rolfo op een Suter, maar scoorde geen punten. In 2014 reed hij de Grands Prix van Japan, Australië en Maleisië als vervanger van Tetsuta Nagashima op een NTS.